# HMS Svärtan (B03)
HMS Svärtan (B03) var en av svenska marinens hydrofonbojfartyg. Fartyget byggdes år 1992 av Djupviks varv på Tjörn och hade till uppgift att med hjälp av passiva sonarbojar spana efter och lokalisera främmande undervattensverksamhet. Det man skulle kunna spana efter var bland annat ubåtar, dykfarkoster och dykare. 
Bemanningen ombord bestod av tre till fyra officerare och sex värnpliktiga.